# Loenhout
Loenhout est une section de la commune belge de Wuustwezel située en Région flamande dans la province d'Anvers. C'était une commune à part entière avant la fusion des communes de 1977.
La société FLUXYS exploite un stockage souterrain de gaz de plusieurs centaines de millions de mètres cubes à Loenhout.

## Démographie

### Évolution démographique
- Sources : INS, Rem. : 1806 jusqu'en 1970 = recensements, 1976 = nombre d'habitants au 31 décembre[3].